# Marginella pseudodesjardini
Marginella pseudodesjardini is een slakkensoort uit de familie van de Marginellidae. De wetenschappelijke naam van de soort is voor het eerst geldig gepubliceerd in 2012 door Le Béon.